# 纳粹大屠杀与种族灭绝国际研讨会
1982年6月20至24日，纳粹大屠杀与种族灭绝国际研讨会在特拉维夫举行。大会由以色列·查尼、埃利·维瑟尔和沙迈·戴维森联合三人1979年创办的纳粹大屠杀与种族灭绝研究所组织，是种族灭绝研究领域首次大型研讨会。会议旨在增进了解和预防种族灭绝行径，代表学术界不再单纯把种族灭绝视为不理智行径，而是可以研究和理解的现象。
土耳其政府不承认亚美尼亚种族灭绝，要求取消研讨会，并以对意图逃避迫害的叙利亚与伊朗犹太人关闭边境要挟。此举会令犹太人面临生命危险，以色列外交部为此意图阻止会议，建议与会人员取消行程，甚至不惜谎称会议取消并阻止媒体澄清。以色列猶太大屠殺紀念館是以色列纪念纳粹大屠杀的官方机构，该馆联合维瑟尔等知名人物退出会议。但是，组织方拒绝删除议程中的亚美尼亚种族灭绝内容，坚持召开研讨会，外界谴责土耳其与以色列政府侵犯学术自由。

## 准备

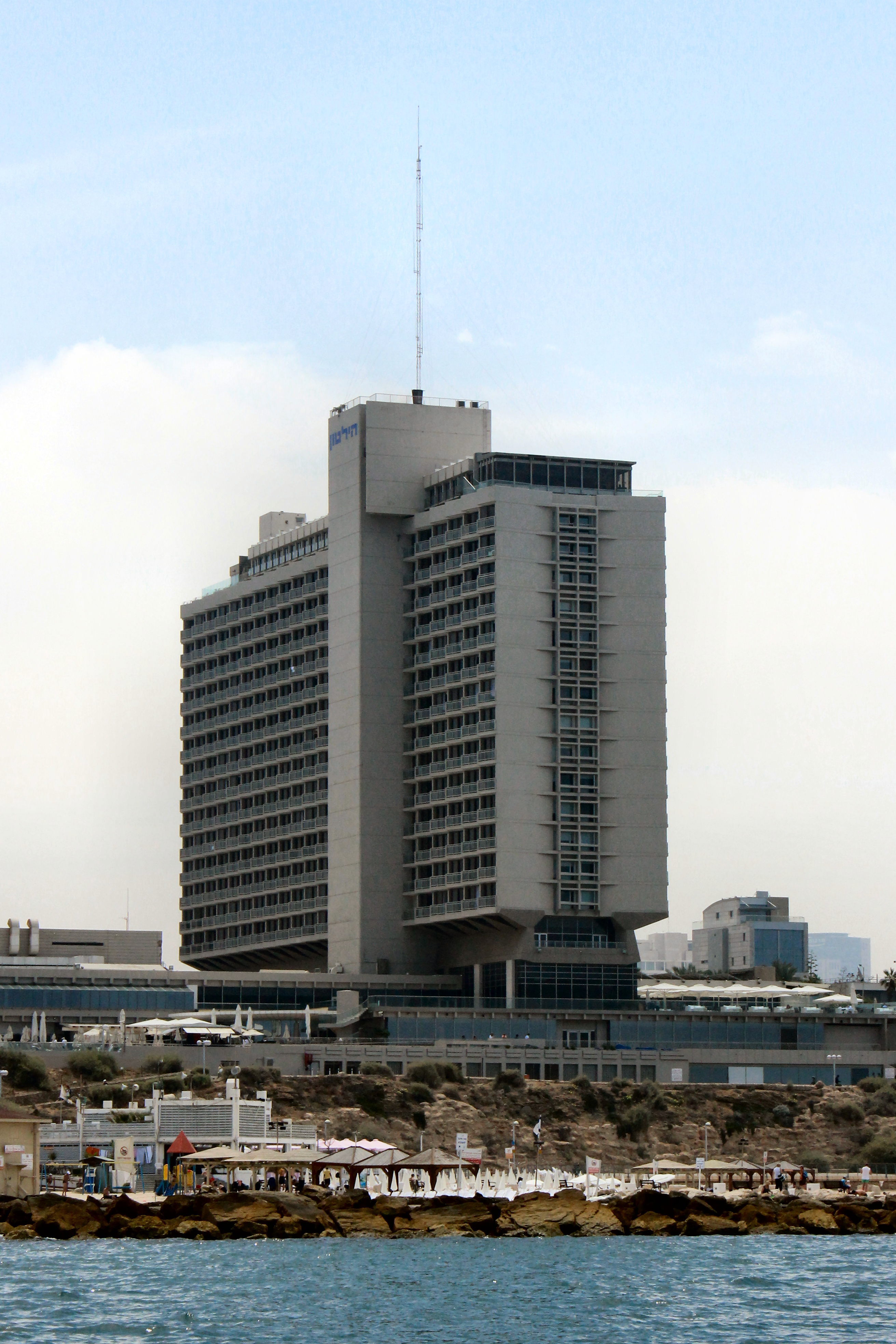
研讨会在特拉维夫希尔顿酒店举行

1979年，心理学家以色列·查尼（Israel Charny）、心理医师沙迈·戴维森（Shamai Davidson）与纳粹大屠杀幸存者兼公共学者埃利·维瑟尔创立纳粹大屠杀与灭绝种族研究所，旨在研究针对任何民族的种族灭绝行径。研究所计划在1982年6月召开研讨会，这也是种族灭绝研究领域首次大型研讨会。
大会计划开展上百场讲座，其中六场关注亚美尼亚种族灭绝，即第一次世界大战期间系统化灭绝的近百万奥斯曼帝国亚美尼亚人。土耳其共和国成立以来，土耳其政府始终秉持否认亚美尼亚种族灭绝立场，坚称奥斯曼帝国从未对亚美尼亚人犯下任何罪行，还力图促使其他国家共同否认20世纪20年代曾发生种族灭绝。社会学家莱文·乔巴坚（Levon Chorbajian）指出，土耳其的“作案手法始终如一并坚持站在最高立场，哪怕偶尔暗示让步也绝不落实，并且不惜采用恐吓、威胁手段”阻止任何人谈论亚美尼亚种族灭绝。1982年，土耳其是少数与以色列保持外交关系、同时穆斯林又占绝对多数的国家。出于对两国关系的顾虑，以色列从未承认亚美尼亚种族灭绝。1982年的研讨会是以色列公共领域首度探讨亚美尼亚种族灭绝。
以色列纪念纳粹大屠杀的官方机构以色列猶太大屠殺紀念館赞助本次国际研讨会，计划在该馆举行火炬仪式拉开大会帷幕，并请维瑟尔发表主题演讲。其他发言人包括纪念馆主任伊扎克·阿拉德和艾希曼审判检察官吉迪恩·豪斯纳（גדעון האוזנר）。获邀研究人员半数来自以色列，剩下的来自其他国家。以色列在研讨会召开数周前侵入黎巴嫩，大会组织方发明声明反对战争。研讨会在特拉维夫希尔顿酒店举行。

## 外界施压要求取消
以色列历史学家耶尔·奥龙推断，土耳其当局可能是从1982年4月20日纳粹大屠杀纪念日的《耶路撒冷邮报》文章知悉本次国际研讨会。土耳其犹太团体到访以色列，宣称研讨会将导致土耳其境内的犹太人面临危险。土耳其外交部派土耳其犹太社区世俗议会主席雅克·维西德（Jak Veissid）前往以色列设法取消研讨会。据查尼事后回忆，他曾在特拉维夫遇到维西德，对方声称如果研讨会按计划召开，土耳其会对意图逃避迫害的叙利亚与伊朗犹太人关闭边境。
以色列外交部屈于土耳其压力也想取消研讨会，发言人承认上述立场，声称这是“出于对犹太人利益的担忧”。另据查尼透露，会议召开数月前，他和其他组织者开始接到以色列外交部通知，要求取消研讨会。组织方提出删除正式议程文件中涉及亚美尼亚种族灭绝的内容，但在实际会议保留，以色列政府官员拒绝接受。维瑟尔与查尼团结一致，拒绝取消亚美尼亚种族灭绝研讨活动。以色列官员建议会议只保留纳粹大屠杀议程，组织方同样无法接受。
以色列驻伊斯坦布尔领事阿夫纳·阿拉齐（Avner Arazi）在内部备忘录写道：“我们不计后果取消会议都是为了从伊朗和叙地亚进入土耳其的犹太难民……维西德也知道，与难民问题相比，他为反对会议召开准备的论点都无足轻重”。阿拉齐进一步指出，此时的土耳其政府经政变上台并实施军事独裁统治，他们无法理解以色列身为自由民主国家必须尊重言論自由，无法以政府好恶为由取消任何研讨会。土耳其政府还称，大会加入亚美尼亚议题会导致納粹大屠殺不再显得独特，但事实证明犹太人的生命才是以色列外交部最高要务，远比纳粹大屠杀是否独特重要。阿拉齐还称，为报复他人召开研讨会关闭边境可谓前所未有，但国际关系学者埃尔达德·本·阿哈伦（Eldad Ben Aharon）认为：“伊朗和叙利亚的犹太人显然面临生命危险，土耳其外交部毫不犹豫地利用这种敏感局势向以色列施压”。

### 退出
6月3日，以色列猶太大屠殺紀念館与特拉维夫大学退出会议。维瑟尔接受《纽约时报》采访时表示，他收到以色列外交部就土耳其犹太人危局发来的电报，还有电报涉及更严重的威胁，但他不便透露。他建议推迟会议，拒绝删除亚美尼亚种族灭绝议题。但是查尼拒不考虑延期，维瑟尔就此决定退出，称“人命比探讨人命更重要”。查尼没有因此动摇，决心哪怕只有极少数人参加也要召开研讨会，在他看来，以色列政府这般立场只会导致“永无休止的耻辱”。
以色列外交部把维瑟尔的声明发给与会各方，敦促他们退出。众多名人随后退出，如阿拉德、豪斯纳、特拉维夫大学校长约拉姆·丁斯坦（יורם דינשטיין）、哲学家埃米尔·法肯海姆（Emil Fackenheim）、历史学家耶胡达·鲍尔（יהודה באואר）、心理医师罗伯特·杰伊·利夫顿（Robert Jay Lifton）和律师艾倫·德肖維茨。美国犹太人委员会派拉比马克·塔南鲍姆（Marc Tanenbaum）前来特拉维夫，但后来又禁止他参加会议，哪怕以个人身份与会也不例外，结果塔南鲍姆在大会召开前不久退出。前美国犹太人委员会主席亚瑟·赫兹伯格（Arthur Hertzberg）在维瑟尔退出后曾表示愿意与会发表主题演讲，但他同样在大会前夕退出，自称是在非常艰难的情况下如此决定。另据奥龙透露，退出会议的以色列人只有鲍尔事后表示后悔。
心理学家弗朗西斯·盖泽·格罗斯曼（Frances Gaezer Grossman）在研讨会发表演讲《纳粹大屠杀期间拯救犹太人生命的外邦人士心理研究》（A Psychological Study of Gentiles Who Saved the Lives of Jews During the Holocaust），她拒绝接受以色列领事官员敦促她不要出席会议的要求：“纳粹大屠杀已经过去，以色列早已建国，这时还以大屠杀要挟犹太人不得参加学术会议，是对我生而为人或是犹太人尊严的冒犯”。
以色列外交部呼吁与会者不要出席，宣称研讨会将导致納粹大屠殺不再显得独特，甚至谎称会议取消，还想办设法阻止研讨会照常举办的消息在报上公布。据查尼透露，许多美国犹太组织撤销赞助研讨会的支票。虽有亚美尼亚团体捐助，但会议最后还是入不敷出。土耳其驻美国大使萨克鲁·埃尔克达格（Şükrü Elekdağ）致信《纽约时报》，否认土耳其的犹太人面临任何威胁。土耳其外交部发言人面对《纽约时报》提问也称土耳其“不反对特拉维夫的研讨会，但反对以任何形式把纳粹大屠杀与亚美尼亚人的指控联系起来”。

## 研讨会
查尼在研讨会议程写道：
本次研讨会旨在促使各国人民把种族灭绝当成历史与未来的普遍问题研究，纪念遭遇大规模毁灭悲剧的所有民族和人民，强调他们的历史忧虑。同时把这些忧虑联系起来，令每起种族灭绝悲剧都能体现人们对全人类毁灭的担忧。
研讨会明确表明无意对种族灭绝保持价值中立，旨在反对种族灭绝、对受害人表达适当敬意，这与科学应该保持客观且不牵涉价值判断的立场相反。大会代表学术界不再单纯把种族灭绝视为不理智行径，而是可以研究和理解的现象。
研讨会按原计划于6月20至24日在特拉维夫召开，原定与会的600名研究员实际只有250到300人参加，涉及众多学科。大会议程包含104场讲座，宣讲人包括种族灭绝研究学者海伦·费恩（Helen Fein）、里奥·库珀（Leo Kuper）、詹姆斯·梅斯（James Mace），语言学家雅罗斯拉夫·鲁道尼基杰（Яросла́в-Богда́н Рудни́цький）、文学教授约翰·费斯汀纳（John Felstiner）、神学家亚瑟·罗伊·埃卡德（A. Roy Eckardt）与富兰克林·利特尔（Franklin Littell），哲学家罗纳德·桑托尼（Ronald E. Santoni）和罗纳德·阿伦森（Ronald Aronson），犹太研究学者艾伦·贝格（Alan L. Berger）、国际法学者路易斯·雷内·贝雷斯（Louis René Beres）、人权活动家路易斯·库特纳（Luis Kutner）。藏族政治家葛然朗巴·平措汪杰、亚美尼亚使徒教会大主教沙赫·阿贾米安（[Շահե Աճեմյան] 错误：{{Lang}}：無法辨識代碼 arm（帮助））到会演说。讲座分成几类，如“过去与未来的种族灭绝”、“案例研究”（如乌克兰大饥荒、中國人民解放軍入侵后的西藏局势，苏联古拉格劳改营、罗姆人大屠杀、柬埔寨种族灭绝）、“种族灭绝动力学”、“美术、宗教和教育”，以及“走向干预和预防”。许多讲座提出建立预警机制，在木以成舟前及时发现种族灭绝风险因素。会议记录包含种族灭绝研究和预防的代表作品样本，对该领域后来的发展影响很大。
阿贾米安在大卫王酒店举办晚宴款待亚美尼亚族来宾，耶路撒冷市长特迪·科勒克等以色列政治家出席。耶路撒冷亚美尼亚族长耶吉什·德德里亚（Եղիշէ Տէրտէրեան）在耶路撒冷亚美尼亚宗主教会举办招待会。亚美尼亚裔美国历史学家理查德·霍文尼斯（Ռիչարդ Հովհաննիսյան）指出，本届研究会效果大幅削弱，但还是“带着新的目标感”继续前进。查尼认为无论“从思想还是精神角度”而言，本次会议都堪称里程碑。奥龙声称，大会是承认亚美尼亚种族灭绝和学术自由的焦点。会议期间曾放映迈克尔·哈格皮安（J. Michael Hagopian）制作的亚美尼亚种族灭绝视频，还有霍文尼斯、玛乔丽·豪斯皮安·多布金（Marjorie Housepian Dobkin）、瓦哈肯·达德里安（Վահագն Տատրեան）、瓦赫·奥沙甘（Վահէ Օշական）和罗纳德·桑尼（Ronald Suny）的学术研究成果。霍文尼斯后来把亚美尼亚种族灭绝的研究成果编辑成书《透视亚美尼亚种族灭绝》（The Armenian Genocide in Perspective），于1986年出版。

## 反响
研讨会争议引起国际媒体关注。以色列与黎巴嫩开战为大会蒙上阴影，以色列报纸简短报道研讨会，部分记者批评政府行径。纳胡姆·巴尼亚（נחום ברנע）在《话报》（דבר）指出：“多年来我们都在批评其他国家出于一时权宜或政治剥削而对纳粹大屠杀保持沉默，如今大家都知道我们也难免做出一样的事”。《国土报》的阿莫斯·埃隆（עמוס אילון）批评以色列犹太大屠杀纪念馆的做法以及以色列拒绝承认亚美尼亚种族灭绝之举：“如果意大利政府决定在罗马召开种族灭绝国际科学研讨会，（但为防伤害德国债权人和索赔人的感情）会上不涉及1940至1945年犹太人大屠杀，那豪斯纳和阿拉德又准备怎么办？”阿拉德表示犹太人大屠杀与其他种族灭绝不应相提并论，特别是亚美尼亚种族灭绝。埃隆在文末指出，与会者回国时，肯定不会再把以色列犹太大屠杀纪念馆视为道德地位、政治乃至思想上保持独立的组织。
奥龙指出，各方力图取消研讨会，令会议本身沦为众多伦理困境和道德选择的角力场。《耶鲁评论》（The Yale Review）刊登特伦斯·德斯·普雷斯（Terrence Des Pres）的评论，声称各方企图取消会议，堪称强权公然干涉知识的典范，他称赞组织方坚持召开会议是“知识英雄顶住强权奴役”。种族灭绝研究学者罗杰·史密斯（Roger W. Smith）、埃里克·马库森（Eric Markusen）和利夫顿援引此次会议证明土耳其宁愿“采取威胁和破坏学术会议等手段，不惜代价力图阻止犹太人获知亚美尼亚种族灭绝”。霍文尼斯感叹最终“良心占据上风，拒绝把政治考量看得比道德和人道主义还重要”。查尼认为，国家可以在面临重大利益威胁时从一定程度上干预学术自由，但以色列政府用谎言欺骗与会人员、阻止报纸报道会议没有取消的新闻，还故意虚假暗示打算变更会议地点这一系列行径都远远超出合理界限。查尼事后还称，为了此次研讨会他差点失去特拉维夫大学的工作。
1982年6月21日，美国大屠杀纪念委员会法律顾问门罗·弗里德曼（Monroe H. Freedman）向《纽约时报》透露，土耳其外交官米塔尔·巴尔坎（Mithat Balkan）曾在一年前警告，如果美国大屠杀纪念博物馆胆敢包含亚美尼亚种族灭绝内容，“土耳其犹太人的人身安全会受到威胁，土耳其可能退出北大西洋公约组织”。巴尔坎否认上述说法，但还是有众多文献记载土耳其对美国大屠杀纪念博物馆的干涉和对犹太人的威胁。
土耳其外交官卡穆兰·古伦（Kamuran Gürün）告知以色列驻伊斯坦布尔领事，以色列干预并阻止会议之举主要是对犹太人有利，因为介绍亚美尼亚种族灭绝会令納粹大屠殺不再显得独特。阿拉齐对此回应，以色列干预研讨会是为“维持与土耳其的关系”。1983年，以色列國防軍官方广播电台以色列陆军广播电台播出节目，耶胡达·鲍尔在节目中探讨纳粹和青年土耳其党人灭绝行径的共同点。以色列外交官阿隆·利尔（אלון ליאל）认为，以色列干预学术研讨会讨好土耳其之举引发不满，所以才会有这档节目。以色列此后依然就亚美尼亚种族灭绝问题对土耳其让步，曾取消以色列议会承认亚美尼亚种族灭绝的议程。

## 脚注
1. 1 2 3 4  Auron & 2003，第218页
2. 1 2 3 4 5 6  Sherman & 1999，第358页
3. 1 2 3  Hovannisian & 2003，第7页
4. 1 2 3  Auron & 2003，第217–218页
5. 1 2 3 4 5 6  Ben Aharon & 2015，第646页
6. 1 2  Chorbajian & 2016，第168页
7. ↑  Mouradian 2019.
8. ↑  Chorbajian & 2016，第174页
9. ↑  Ben Aharon & 2018，第3页
10. ↑  Chorbajian & 2016，第178页
11. 1 2 3  Auron & 2003，第222页
12. ↑  Ben Aharon & 2015，第639页
13. ↑  Ben Aharon & 2018，第16页
14. ↑  Genocide Parley With Armenians to Proceed，第A10页
15. ↑  Somerville & 1982，第14页
16. ↑  Conference program，第14页
17. 1 2 3 4 5  Boghosian 1982.
18. 1 2 3  Baer & 2020，第126页
19. ↑  Ben Aharon & 2015，第650页
20. ↑  Ben Aharon & 2015，第646–647页
21. ↑  Baer & 2020，第126–127页
22. 1 2 3 4  Auron & 2003，第221页
23. 1 2  Auron & 2003，第219页
24. 1 2  Charny & 1986，第6页
25. 1 2  nyt3June，第A1页
26. 1 2  Auron & 2003，第225页
27. 1 2  Ben Aharon & 2015，第647页
28. 1 2  Ben Aharon & 2015，第648页
29. 1 2  Baer & 2020，第128页
30. ↑  Ben Aharon & 2015，第648, 652页
31. ↑  Ben Aharon & 2015，第647–648页
32. 1 2  Auron & 2003，第220页
33. 1 2  Des Pres & 1986b，第13页
34. 1 2 3  Charny 2019.
35. ↑  Auron & 2003，第219–220页
36. ↑  Auron & 2003，第225–226页
37. 1 2 3  Charny 2020，Table of contents
38. 1 2  NYT22June，第A4页
39. ↑  Auron & 2003，第224页
40. 1 2 3  Auron & 2003，第223页
41. 1 2  Pogharlan 1988.
42. ↑  Conference program，第4页
43. ↑  Freeman & 1986，第4–5页
44. ↑  Colwill & 2017，第6页
45. ↑  Freeman & 1986，第4页
46. ↑  Nelson & 1989，第284页
47. ↑  Colwill & 2017，第7页
48. 1 2  Sanders & 1989，第172页
49. ↑  Auron & 2003，第223–224页
50. ↑  Des Pres & 1986a，第528–529页
51. ↑  Smith et al. & 1995，第6, 11页
52. ↑  Auron & 2003，第56页
53. ↑  Hovannisian & 1986，第2页
54. ↑  Auron & 2003，第224–225页
55. ↑  Linenthal & 1995，第229–235页
56. ↑  Baer & 2020，第124页
57. ↑  Ben Aharon & 2018，第5–6页
58. ↑  Ben Aharon & 2018，第7–8页

## 扩展阅读
- Charny, Israel W.; Davidson, Shamai (编). . Institute of the International Conference on the Holocaust and Genocide. 1982. OCLC 234076986.